# El Vergel de los Laureles
El Vergel de los Laureles är en ort i Mexiko.   Den ligger i kommunen San Miguel de Allende och delstaten Guanajuato, i den centrala delen av landet, 240 km nordväst om huvudstaden Mexico City. El Vergel de los Laureles ligger 1 903 meter över havet och antalet invånare är 239.
Terrängen runt El Vergel de los Laureles är platt åt nordväst, men åt sydost är den kuperad. Runt El Vergel de los Laureles är det ganska tätbefolkat, med 96 invånare per kvadratkilometer. Närmaste större samhälle är San Miguel de Allende, 4,1 km sydost om El Vergel de los Laureles. Trakten runt El Vergel de los Laureles består i huvudsak av gräsmarker.